# Негрие, Патрик
Патрик Негрие (фр. Patrick Négrier; род. 30 апреля 1956, Обюссон, Франция) — философ, эзотерик, автор книг и публикаций по масонологии.

## Биография и творческий путь
Патрик Негрие по образованию — философ, который также занимается изучением патристики, иврита и греческого языков. Он был членом Великой ложи Франции, досточтимым мастером в одной из её лож и редактором журнала «Перспективы инициации» (фр. Points de vue initiatiques).
В масонологии его работа имеет важное значение в том, что она прослеживает развитие масонской мысли с четырнадцатого века до наших дней, показывая корни происхождения старых уложений, смысл масонства в Шотландии в семнадцатом веке и его связь с «Уставом слов масона», анализ характера масонства в восемнадцатом веке, даёт представление о избыточной эклектике в конкретных послушаниях и деноминациях. Представляет различные теоретические перспективы, общее происхождение и масонскую практику, которая является естественной религией, в том смысле в которой её запечатлел в письменной форме Джеймс Андерсон, в своих конституциях.
Его герменевтика посвящения, диаграммы лож и символизма Храма Соломона, также заслуживают внимания.
Он описывает отличая в развитии степени мастера в различных ритуалах. Путь мастера-масона заключается в том же в чём заключался путь философов древней Греции в том числе и в досократические времена. Также как Георгий Гурджиев, который взял за основу пифагорейскую модель, как вариант ритуалов специально созданных для масонов. Негрие продолжает свой путь, но уже как учитель, в другом инициатическом направлении — мартинизме.

## Труды

### Книги
- Les Symboles maçonniques d’après leurs sources suivi de Les diagrammes cosmologiques traditionnels, Paris, Télétès, 5e édition 2001.
- L’Initiation maçonnique, Paris, Télétès 1991.
- " Introduction " dans J.G. Fichte, Entretiens sur la franc-maçonnerie, traduit de l’allemand par Henri Rochais, Paris, Trédaniel, 1994.
- Histoire et symbolisme des légendes compagnonniques précédé d’une étude sur Le symbolisme dans le Carnet de Villard de Honnecourt, Le Mans, Borrégo 1994.
- Textes fondateurs de la Tradition maçonnique (1390—1760), Paris, Grasset, 1995.
- La Franc-maçonnerie d’après ses textes classiques. Anthologie (1599—1967), Paris, Detrad, 1996.
- Le Temple de Salomon et ses origines égyptiennes, Paris, Télétès, 1996.
- Le Temple et sa symbolique. Symbolique cosmique et philosophie de l’architecture sacrée, Paris, Albin Michel, 1997 (trad. en espagnol : Madrid, Kompas 1998).
- La Pensée maçonnique du XIVe au XXe siècle, Monaco, Rocher/Jean-Paul Bertrand, 1998 (trad. en roumain : Bucarest, Libripress 2007).
- La Tradition initiatique. Idées et figures autour de la franc-maçonnerie, Bagnolet, Ivoire-clair, 2001.
- La Bible et l’Egypte. Introduction à l'ésotérisme biblique, Montmorency, Ivoire-clair, 2002.
- L’Eclectisme maçonnique suivi de Herméneutique maçonnique et philosophie biblique, Groslay, Ivoire-clair, 2003.
- Temple de Salomon et diagrammes symboliques. Iconologie des tableaux de loge et du cabinet de réflexion, Groslay, Ivoire-clair, 2004.
- La Tulip. Histoire du rite du Mot de maçon de 1637 à 1730, Groslay, Ivoire-clair, 2005.
- Le Rite des Anciens devoirs. Old charges (1390—1729), Groslay, Ivoire-clair, 2006.
- Art royal et régularité dans la tradition de 1723—1730, Groslay, Ivoire-clair, août 2009
- Contre l’homophobie. L’homosexualité dans la Bible, Paris, Cartouche, fin 2009 ou début 2010
- Les Ziggurats et la Bible, Ed. Ivoire-clair 2011.
- L’Essence de la franc-maçonnerie à travers ses textes fondateurs 1356—1751, Toulouse, Oxus 2018.

### Публикации
- 1986 : Fray LUIS DE LEON, Poésies, trad. du castillan par Patrick Négrier, Paris, Oeil 1986. Préface de Bernard Sesé.
- 1994: EVAGRE DU PONT, «Recommandation aux moines» dans La Vie spirituelle N°710, Paris, Cerf 1994, p. 389—393.
- «Des huit esprits de perversité» dans Collectanea cisterciensia N°56, Godewaersvelde 1994, p 315—330.
- FEIJOO, «Lettre sur les francs-maçons» dans Points de vue initiatiques N°94, Paris, Grande Loge de France 1994, p.125-138.
- Gurdjieff, maître spirituel. Introduction critique à l’oeuvre de Gurdjieff, Paris, L’Originel Charles Antoni 2005.
- Etude sur le johannisme, à paraître.
- PARMENIDE D’ELEE, De l’Etre, traduit du grec et commenté par Patrick Négrier (à paraître).
- Le Travail selon Gurdjieff. L’ennéagramme, la science des Idiots, Groslay, Ed Ivoire-clair, 2008.